# Svenska Innebandyförbundet
Svenska Innebandyförbundet (SIBF) är ett specialidrottsförbund för organiserad innebandy i Sverige. Svenska Innebandyförbundet bildades i Sala i Sverige den 7 november 1981 och hölls första årsmötet den 20 mars 1982. Från säsongen 1983/1984 blev Svenska Innebandyförbundet en medlemssektion i Svenska Landhockeyförbundet, vilket man var fram till det att Svenska Innebandyförbundet som fristående förbund valdes in i Riksidrottsförbundet den 22 november 1985. Förbundets kansli ligger i Solna i Sverige.
Svenska Innebandyförbundet utsågs 1996 och 2007 till "årets idrottsförbund" av Sveriges centralförening för idrottens främjande.
Den 16 juni 2019 valdes Märit Bergendahl som första kvinna till ordförande, under Svenska Innebandyförbundets årsmöte i Bromma.

### Fotnoter
1. ↑  ”Datum i innebandyhistorien”. Svenska Innebandyförbundet. Arkiverad från originalet den 15 maj 2021. https://web.archive.org/web/20210515132333/https://epiadmin.innebandy.se/sv/StatistikHistorik/Datum-i-innebandyhistorien/. Läst 13 mars 2016.
2. ↑  ”Årets idrottsförbund”. Sveriges centralförening för idrottens främjande. Arkiverad från originalet den 4 mars 2016. https://web.archive.org/web/20160304131954/http://www.scif.se/php/arets_idrottsforbund.php. Läst 13 mars 2016.
3. ↑  ”Märit Bergendahl ny ordförande i SIBF”. My Newsdesk. 16 juni 2019. http://www.mynewsdesk.com/se/svenska_innebandyforbundet/pressreleases/maerit-bergendahl-ny-ordfoerande-i-sibf-2886983. Läst 17 juni 2025.